# 夕焼けファルセット
「夕焼けファルセット」（ゆうやけファルセット）は、175Rのメジャー5枚目のシングルである。

## 概要
- 前作から4か月での発売となるシングル。テレビ朝日系金曜ナイトドラマ『ああ探偵事務所』の主題歌。

## 収録曲
1. 夕焼けファルセット (4:00)
2. State of mind (3:25)
3. GLORY DAYS (Live at 日比谷野外大音楽堂 2004.4.10) (4:32)
4. 和 (Live at 日比谷野外大音楽堂 2004.4.10) (3:33)

作詞・作曲：SHOGO　編曲：175R、佐久間正英